# Piilsi jõgi
Piilsi jõgi är ett vattendrag i Estland. Det ligger i landskapet Ida-Virumaa, i den centrala delen av landet, 140 km öster om huvudstaden Tallinn. Piilsi jõgi ligger vid sjön Peipus.